# 特倫特湖 (普倫縣)
54°12′09″N 10°21′18″E / 54.2025°N 10.355°E

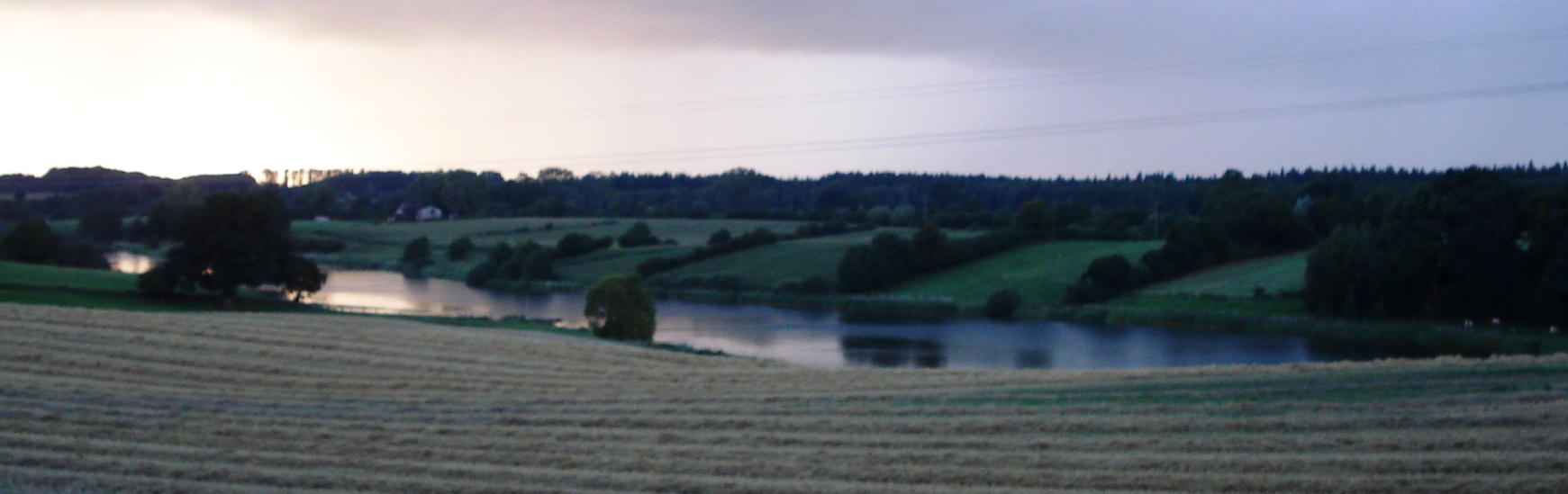

特倫特湖（德語：Trenter See），是德國的湖泊，位於該國北部石勒蘇益格-荷爾斯泰因州，由普倫縣負責管轄，長0.8公里、寬0.1公里，面積0.1平方公里，最大水深2米。